# Eppie Wietzes
Egbert Wietzes, detto Eppie (Assen, 28 maggio 1938 – Ontario, 11 giugno 2020) è stato un pilota automobilistico canadese.

## Carriera

### Gli inizi
Eppie Wietzes iniziò la propria carriera nell'automobilismo nel 1958. Nel corso degli anni si costruì in Canada la fama di pilota versatile, gareggiando soprattutto con vetture sport e sport prototipo. Fu anche protagonista, nel 1964, di un grave incidente in cui riportò diverse fratture alle gambe che lo costrinsero a perdere tutta la stagione. Nel 1965 prese parte al Gran Premio del Canada e nello stesso anno partecipò ad un rally nel suo Paese, a cui prese parte anche l'anno seguente. Al 1966 risale anche la sua partecipazione al campionato Can-Am, in cui ha colto come miglior risultato un secondo posto nel 1967.

### L'esordio in Formula 1
Proprio nel 1967 Eppie Wietzes, seppur avesse una limitata esperienza nelle corse a ruote scoperte, decise di fare il suo esordio in Formula 1. Venne quindi assunto come terzo pilota della Lotus per il Gran Premio del Canada, ma il poco tempo richiestogli per adattarsi al tipo di vettura non gli permise di qualificarsi oltre il diciassettesimo posto e venendo squalificato in gara.

### Le gare nordamericane
Nel 1968 Wietzes prese parte ad alcune gare di USRRC prima di passare al campionato di Formula Atlantic, che vinse sia nel 1969 che nel 1970, in quest'ultimo caso a bordo di una McLaren M10. Prese anche parte al campionato americano di Formula 5000 chiudendo per due volte al quarto posto e finendo quinto nel 1972, anno in cui colse la sua unica vittoria nella categoria.
Nel 1973 fu invece pilota dalla safety car al Gran Premio del Canada, ma, a causa anche delle condizioni meteo e di una gara caotica, sbagliò la ricerca del leader della corsa, posizionandosi davanti a Howden Ganley permettendo ai piloti che si trovavano nelle prime posizioni di classifica di guadagnare un ampio margine rispetto ai concorrenti.
Nel 1974 tornò a dedicarsi alla Formula 5000 nordamericana, giungendo quarto in classifica generale e partecipò nuovamente alla Can-Am.

### Ritorno in Formula 1
Lo stesso anno Wietzes partecipò al Gran Premio del Canada. Affittò una Brabham BT42, ma in gara fu costretto al ritiro dopo trentatré giri per un problema al motore, dopo che era riuscito a qualificarsi ventiseiesimo.

### Dopo la Formula 1
Terminata la sua seconda esperienza in Formula 1 Wietzes tornò a dedicarsi alle corse nordamericane. Prese parte nuovamente alla Formula 5000, ma partecipò alla 12 Ore di Sebring del 1975 chiudendo sesto. Fallito il campionato di Formula 5000 si dedicò quindi al Trans-Am, di cui vinse il titolo nel 1981. Alla fine degli anni ottanta cominciò a diradare i suoi impegni nel mondo dell'automobilismo e, nel 1993, venne inserito nella Canadian Motorsport Hall of Fame.
Terminata la sua carriera si trasferì a Thornhill, in Ontario.

### Risultati in Formula 1
| 1967 | Scuderia        | Vettura  |  |  |  |  |  |  |  |    |  |  |  |  |  |  |  | Punti | Pos. |
| ---- | --------------- | -------- |  |  |  |  |  |  |  | -- |  |  |  |  |  |  |  | ----- | ---- |
| 1967 | Comstock Racing | Lotus 49 |  |  |  |  |  |  |  | SQ |  |  |  |  |  |  |  | 0     |      |

| 1974 | Scuderia       | Vettura      |  |  |  |  |  |  |  |  |  |  |  |  |  |     |  | Punti | Pos. |
| ---- | -------------- | ------------ |  |  |  |  |  |  |  |  |  |  |  |  |  | --- |  | ----- | ---- |
| 1974 | Team Canada F1 | Brabham BT42 |  |  |  |  |  |  |  |  |  |  |  |  |  | Rit |  | 0     |      |

| Legenda | 1º posto     | 2º posto | 3º posto    | A punti         | Senza punti/Non class.  | Grassetto – Pole position Corsivo – Giro più veloce |
| Legenda | Squalificato | Ritirato | Non partito | Non qualificato | Solo prove/Terzo pilota | Grassetto – Pole position Corsivo – Giro più veloce |